# Ананта-самхита
«Ана́нта-самхи́та» (IAST: Ananta-saṃhitā) — религиозный текст индуизма на санскрите. Является частью вайшнавского ритуального канона Панчаратры. «Ананта-самхита» входит в состав одной из трёх «Панчаратра-самхит», «Нарада-панчаратры», имеющей особое значение для последователей традиции гаудия-вайшнавизма.